# Pharomachrus antisianus
A Pharomachrus antisianus a madarak (Aves) osztályának a trogonalakúak (Trogoniformes) rendjébe, ezen belül a trogonfélék (Trogonidae) családjába tartozó faj.

## Előfordulása
A Pharomachrus antisianus előfordulási területe Kolumbia és Nyugat-Venezuela. Elterjedési területének a keleti és déli határait, Brazília és Bolívia egyes részei képezik. Akár 3000 méteres tengerszint feletti magasságban is megtalálható.

## Megjelenése
A fej-testhossza 33 centiméter. A hím farktollainak az alsó fele fehér, a tojóé csíkozott. A hím feje zöld, a tojóé barna. A tojónál a hasi részen kevesebb vörös szín látható. A fiatal példány, nemtől függetlenül a tojóra hasonlít. Amikor az ágon pihen, felegyenesedett testtartás mutat; eközben hallgat, alig észrevehető. A röpte hullámos. Az éneke hangos és guruló. A bőre nagyon vékony. Elpusztulása után elveszíti a szép színeit; emiatt a kitömött madár nem olyan szép, mint az élő.

## Életmódja
A nedves trópusi erdőket és köderdőket választja élőhelyéül. A tápláléka bogyókból, egyéb gyümölcsökből és gerinctelenekből tevődik össze. Mindig valamilyen gyümölcsfa közelében tartózkodik.

## Szaporodása
Fészkét faodvakba és termeszvárakba készíti. A fészekalj 2, világoskék tojásból áll.

## Források

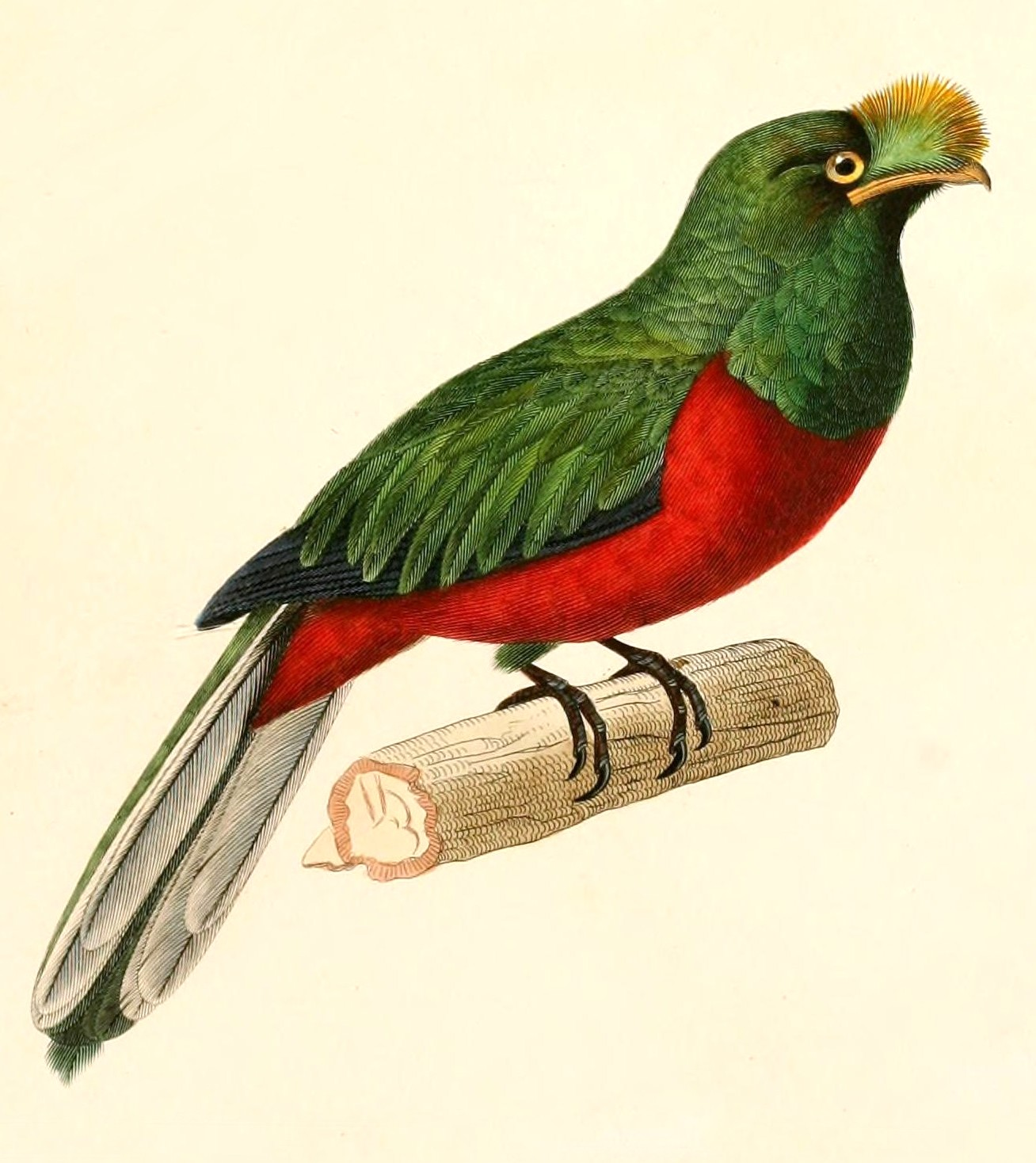
Rajz a madárról